# Litevské národní divadlo opery a baletu
Litevské národní divadlo opery a baletu (litevsky: Lietuvos nacionalinis operos ir baleto teatras) je největší litevské divadlo, se sídlem v hlavním městě Vilniusu. Specializuje se na hudební divadlo, tedy baletní a operní představení. Vzniklo 31. prosince 1920 pod názvem Operní divadlo Společnosti litevských uměleckých tvůrců (Lietuvių meno kūrėjų draugijos Operos vaidykla). Zahajovalo Verdiho Traviatou. Roku 1922 se stalo divadlem státním. Roku 1925 předvedl své první samostatné představení i baletní soubor, a to Coppélii Léa Delibese. V letech 1941-1948 bylo divadlo přesunuto do Kaunasu. V roce 1974 se přestěhovalo do dlouho budované nové budovy v ulici A. Vienuolio. Autorkou architektonického návrhu byla Elena Nijolė Bučiūtėová. Velký sál této divadelní budovy pojme 1000 diváků, komorní sál 250 diváků. V roce 1998 bylo divadlo prohlášeno za národní instituci a získalo svůj dnešní název.